# Chrysophyllum mexicanum
Chrysophyllum mexicanum är en tvåhjärtbladig växtart som beskrevs av Townshend Stith Brandegee. Chrysophyllum mexicanum ingår i släktet Chrysophyllum och familjen Sapotaceae. Inga underarter finns listade i Catalogue of Life.